# Ford (Merseyside)
Ford – wieś w Anglii, w hrabstwie ceremonialnym Merseyside, w dystrykcie metropolitalnym Sefton. Leży 9 km na północ od centrum Liverpool i 293 km na północny zachód od Londynu.